# Jenn Murray
Jenn Elizabeth Murray (Belfast, 1 april 1986) is een Noord-Ierse actrice.

## Carrière
Murray begon in 2008 met acteren in de film Dorothy Mills, waarna zij nog meerdere rollen speelde in films en televisieseries. 

## Filmografie

### Films
- 2019 Maleficent: Mistress of Evil - als Gerda
- 2016 Fantastic Beasts and Where to Find Them - als Chastity Barebone
- 2016 Love and Friendship - als Lady Lucy Manwaring
- 2015 Angel - als Angel
- 2015 Brooklyn - als Dolores
- 2014 Testament of Youth - als Dorothy
- 2012 Earthbound - als Maria
- 2008 Dorothy Mills - als Dorothy Mills

### Televisieseries
Uitgezonderd eenmalige gastrollen.
- 2013 Truckers - als Michelle - 5 afl.
- 2011 The Fades - als Natalie - 5 afl.

- Système universitaire de documentation: 196540194
- Virtual International Authority File: 4844148390838210830005